# エルンスト・クレッチマー
エルンスト・クレッチマー（Ernst Kretschmer, 1888年10月8日 - 1964年2月8日）は、ドイツの医学者、精神科医。ヒトの気質を研究し、類型学的に分類した。主な著書に、『新敏感関係妄想』『ヒステリーの心理学』『体格と性格』『医学的心理学』『精神医学論集』『天才の心理学』等がある。ハイルブロンに近いヴュステンロートの出身。1926年からマールブルク大学、1946年からテュービンゲン大学で精神科の診療部長を務めた。
『医学的心理学』では、脳科学的と精神医学の密接性を説き、様々な実例を挙げつつ、論を進めている。この本の内容は、現在の精神科医の教科書とほぼ同様であり、この時代を頂点とし、それが現代にまで至っている事を示している。
『精神医学論集』は、クレッチマーの死後、息子のヴォルフガング・クレッチマーによって編纂された。この本の中には、彼の断片的な思想と、当時のドイツの風潮などが書かれている。
『天才の心理学』は、いわゆる彼の集大成である。種々様々な天才たちを事例に挙げ、狂気と天才の関係を説いている。彼は最終的な結論として、天才の事を「人類中の稀有にして、極端なる変種」である、と述べている。しかし、天才当人たちの意見は多少なりとも違い、そこに主観的な世界と科学的な世界の乖離が見られる。またアルプス民族に躁鬱病を呈するものが多いという意見は、現在に至っては定説になっている。

## クレッチマーの３気質
クレッチマーは、パーソナリティの中心は気質であると考え、体型と気質を結びつけた３つの類型があるとした。
- 細長型 - 分裂気質。静か、控えめ、真面目。(敏感性と鈍感性)
- 肥満型 - 躁うつ気質(循環気質)。社交的、親切、温厚。
- 闘士型(筋骨型) - 粘着気質。きちょうめん、熱中しやすい、頑固、興奮しやすい

### 神経質タイプ（N型）
このタイプは感受性が鋭く、自分の外側、内側の変化を敏感に感じとる。また内省過剰な面もあり、良い意味では常に自分の内面を見つめることができるが、その反面、 必要以上に感じとったことを気にしすぎ不安定な状態になりやすい。（傷つきやすい） 普段とは異なる場面で消極的で弱気な面が出てしまい、自分の力を発揮出来ないことが多々見受けられる。 （*参考に－線の細い、やせた体格） 

### 粘着質タイプ（E型）
このタイプは几帳面で礼儀正しく義理がたい。着実で手堅く非常識な面が無い。 忍耐強い性格であるがストレスを内側に溜め込み、我慢が一定のレベルを超してしまった時の怒り方は凄いものがある。 また、非常に頑固な面を持ち、自分の意志を曲げようとしないことも多々ある。まかり間違えば独裁者になりうる素質の持ち主。 地道な努力で、一度手がけた仕事は最後まで粘り強くやり通すが、その反面手際が悪く感じられることもある。 対人関係では、信頼はおけるが面白みに欠けるタイプである。（*参考に－筋肉質で、がっちりした体格） 

### 顕示質タイプ（H型）
このタイプはわがままで勝気。嫉妬深く、見栄っぱりで我慢するより外側に発散することを好む。華やかで賑やかな雰囲気を持ち、常に人々の中心にあり続ける。（社交的）話題も豊富で広い知識を持っている。 流行に敏感で全体的に知的で利口そうな雰囲気である。常に自分が話題の中心にあることを好み、自慢話が多い。 他人に好かれ、尊敬されることに価値を持っていることから、自分が無視されることを嫌い、 常に自分の方に話を持っていこうとする。（会話の主語に”私”を多用する） 対人関係では人の好き嫌いが激しい。社交的で一見、 他人に親切であるようにみえるが打算的であることが多く日が経つにつれ他人が離れて行くことが多い。 良く言えば、子供っぽい性格。悪く言えば大人になりきれない未成熟なタイプ。

### 偏執質タイプ（P型）
このタイプは固い信念と強い自信によって支えられている自己中心的な性格である。高度な知性と広い識見を持ち合わせていれば非常に有能で、決断力があり、逆境をものともしないリーダーシップを発揮する。一方、それを持ち合わせていなければ、傲慢で専制的、横柄で向こう見ず、といったマイナス面ばかりが目立ってしまい他人から敬遠されがちである。積極的な行動力が持ち味ではあるが、自分に都合の良い方向に突っ走ってしまいがちである。 対人関係では、攻撃的で他人の気持ちを汲み取ることが下手。デリケートな感覚からは程遠いタイプである。（おのずから他人から愛されにくい性格である。） 

### 分裂質タイプ（S型）
このタイプは第三者からは簡単に理解しがたい性格である。一般的に、物静かで非社交的、真面目でユーモアがない。デリケートな性格で通俗的な物事を軽蔑し、自分だけの世界を作り上げ、それに熱中するタイプ。 文学、美術等の芸術面に関することがらにおいて才能を発揮することが多く、貴族的なほど洗練された上品なセンスと冷酷さを持ち合わせている。 粗野で下品なことに対して極端に嫌悪感を示すのもその一端のあらわれである。 さらにこのタイプの人は観察力と分析力にすぐれ、理路整然とした物事の考え方をすることが多い。 有能な才能を持ち合わせていれば、ナンバー2、ブレーンとして力を発揮する。対人関係においては、好き嫌いがはげしく自分の世界観がわかりそうな人には興味を示すが、 第一印象で嫌なイメージを持った相手には全く興味を示すことがない。（*参考に－やせ形の体格） 

### 循環質タイプ（Z型）
このタイプの人は一般的に社交的で善良、親切で暖かみのある性格の人である。 気分が高揚しているときはユーモアがあり活発に行動する。 その反動からか周期的に沈み込む時期がある。その状況に左右される思考は一貫性が見られず軽率＋思慮が浅いといった面を持つ。その反面、理解は敏速で自己の過大評価におちいらない限り、社会で最も成功をおさめやすいタイプである。 対人関係においてこのタイプの人は、ユーモアに富んだ性格で人に好かれやすい。 人の間に入って潤滑油的な役割をはたす。（*参考に－太った体格）